# インパクト二十一
株式会社インパクト二十一（インパクトにじゅういち、IMPACT 21 CO., LTD.）は、ラルフローレンを展開していたアパレルメーカー。かつてはオンワード樫山のグループ企業であった。本社は東京都中央区日本橋にあった。

## 沿革
- 1984年2月 - 株式会社エバ・モーダ設立。
- 1985年10月 - 現社名に変更。
- 1993年7月 - 株式を店頭公開。
- 1997年11月 - 東京証券取引所2部上場。
- 1999年8月 - 東京証券取引所1部指定替え。
- 2007年5月 - ラルフローレングループが親会社になる。
- 2008年2月 - ピー・アール・エル・ジャパンの完全子会社となり、上場廃止。

## かつての主要ブランド
- ラルフローレン
- ポロ・ラルフローレン
- ポロ・ジーンズ・カンパニー